# Eustrazio Garida
Eustrazio Garida (in greco: Εὐστράτιος Γαριδᾶς; ... – dopo il 1084) è stato un arcivescovo ortodosso bizantino, patriarca ecumenico di Costantinopoli dal 1081 al 1084.
Di origini ignote, egli era un eunuco non colto. Coinvolto nel caso del filosofo Giovanni Italo, condannato per blasfemia dal suo predecessore, il suo coinvolgimento lo costrinse ad abbandonare il soglio patriarcale.